# Prié blanc
Il Prié blanc è un vitigno a bacca bianca autoctono della Valle d'Aosta.
Ha la particolarità di essere franco di piede
, cioè non innestato su vite americana, in quanto coltivato esclusivamente tra i 900 e i 1200 metri nell'alta Valdigne, nel comprensori dei comuni di La Salle e di Morgex, ad una altitudine dove non sopravvive la fillossera.
Viene considerato il vitigno bianco più alto d'Europa.
Viene utilizzato nella produzione del Valle d'Aosta Blanc de Morgex et de La Salle in purezza.

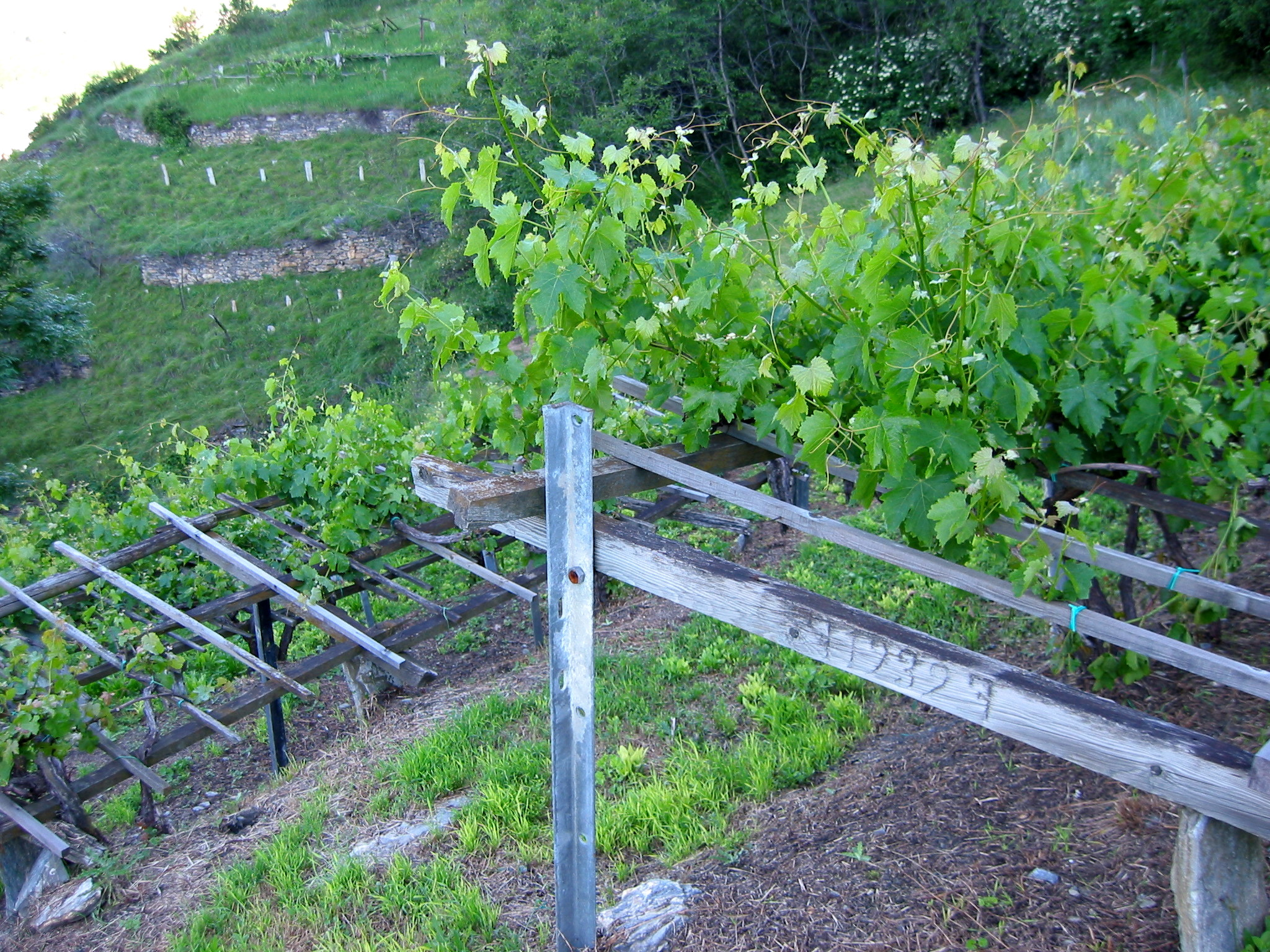
Vitigni di Prié blanc a Morgex

Questo vino è prodotto sia nella versione fermo che spumantizzato con metodo classico, inoltre con lo stesso vitigno viene prodotto un vino di ghiaccio con uve vendemmiate a fine dicembre quando la temperatura è al disotto dello zero.